# Saint-Didier (Jura)
Saint-Didier is een gemeente in het Franse departement Jura (regio Bourgogne-Franche-Comté) en telt 267 inwoners (1999). De plaats maakt deel uit van het arrondissement Lons-le-Saunier.

## Geografie
De oppervlakte van Saint-Didier bedraagt 3,0 km², de bevolkingsdichtheid is 89,0 inwoners per km².

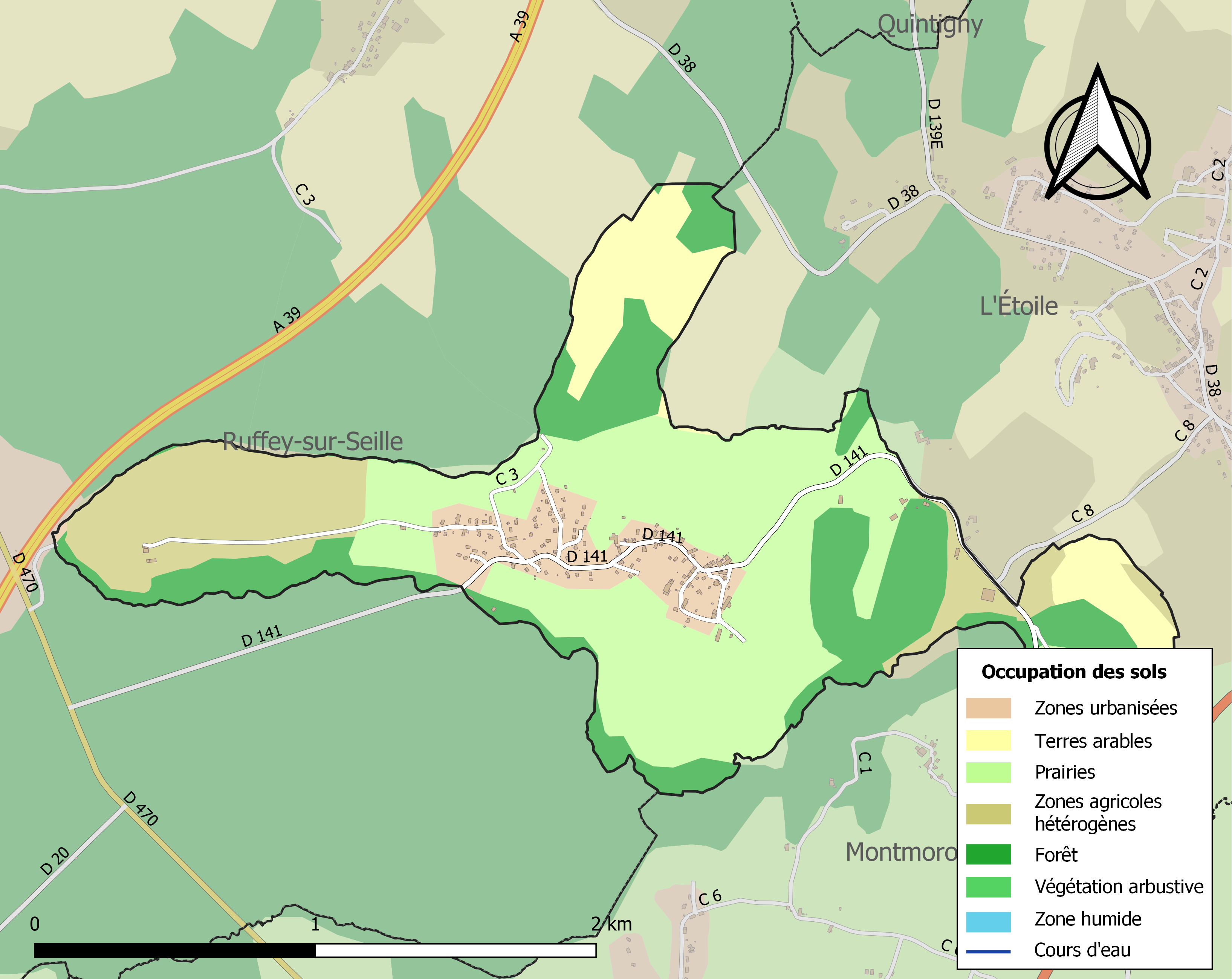
Kaart van de gemeente met de belangrijkste infrastructuur, bodemgebruik en omliggende gemeenten

## Demografie
Onderstaande figuur toont het verloop van het inwonertal (bron: INSEE-tellingen).